# Obere Mühle (Berwangen)

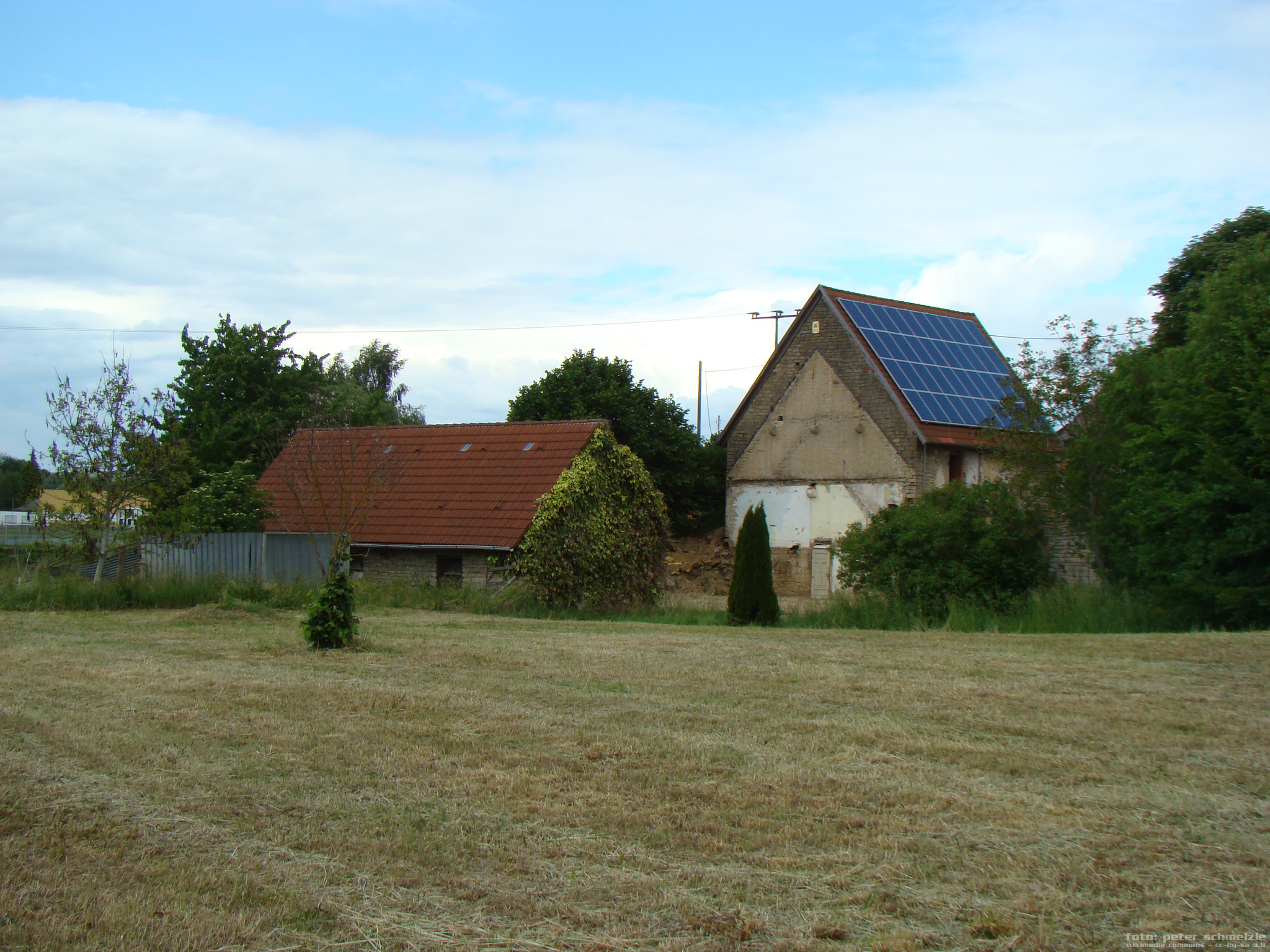
Überreste der Oberen Mühle in Berwangen nach Abriss des Wohnhauses 2011

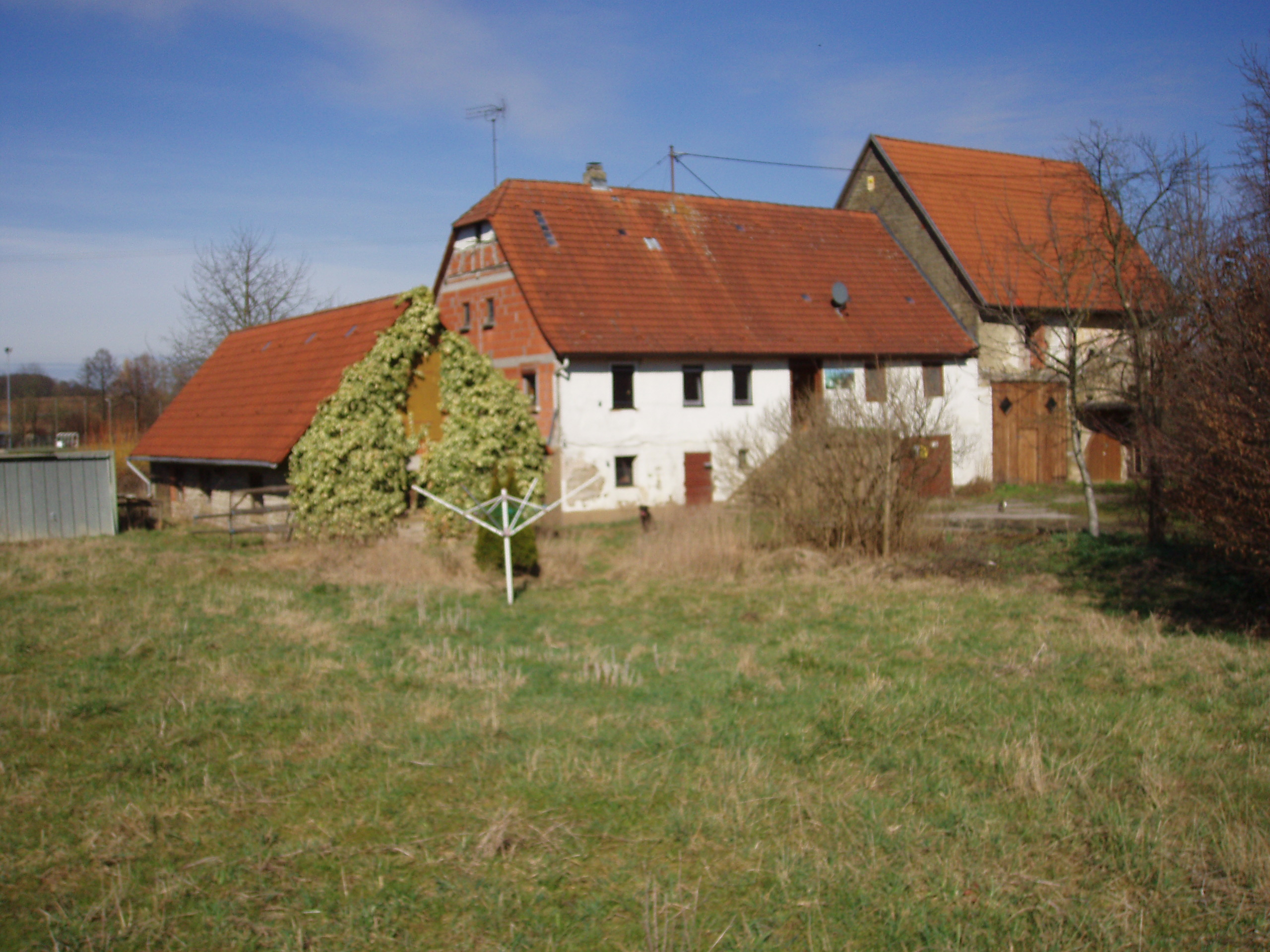
Das Mühlenanwesen im Jahr 2008

Berwangen mit Oberer und Unterer Mühle auf der topografischen Karte von Baden, 1930

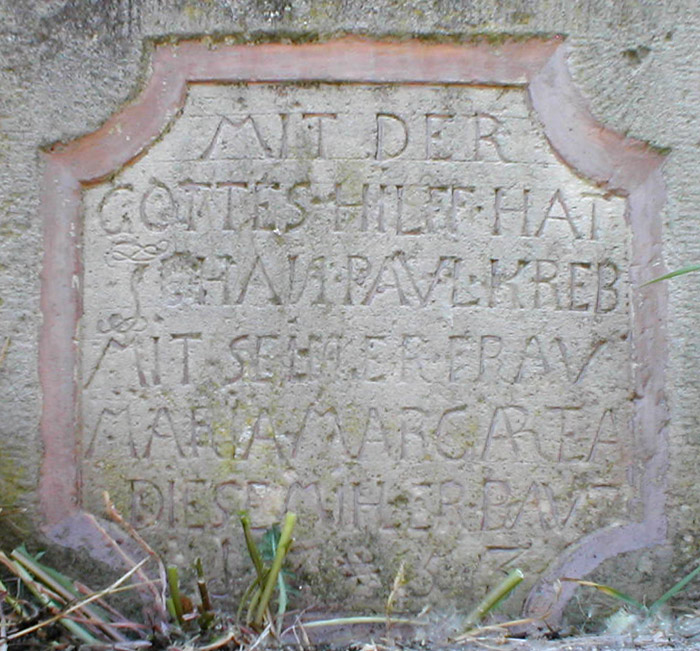
Der ehemals auf dem Anwesen befindliche Inschriftenstein mit Datierung 1753

Die Obere Mühle ist ein ehemaliges Mühlenanwesen in Berwangen, einem Ortsteil von Kirchardt im Landkreis Heilbronn im nördlichen Baden-Württemberg.

## Lage
Das Anwesen Obere Mühle liegt im Osten von Berwangen an der Einmündung des Fürfelder Wegs in die Hausener Straße. Seine Grundfläche umfasst knapp 3.000 m2, wovon der größte Teil von einer flachen Wiese bedeckt ist, die zuletzt als Pferdeweide genutzt wurde. Die Zufahrt zur Scheune und der Zugang zu ihrem Keller läuft von Süden her übers Grundstück, der Scheunenboden ist vom höher gelegenen Fürfelder Weg aus zugänglich. Nachdem der Fürfelder Weg ausgebaut wurde, ragt die Ostecke der Scheune der Neuvermessung zufolge nun zwar nicht in diese Straße selbst hinein, wohl aber in deren öffentlichen Raum. Nach Norden schließen an das Anwesen Gartenflächen und Äcker an, im Westen und Süden steht lockere Wohnbebauung, im Osten liegen einige andere, teils noch landwirtschaftlich genutzte Anwesen.

## Geschichte
Wahrscheinlich hatte im Osten von Berwangen schon im späten Mittelalter eine Mühle gestanden. 1557 wurde dort eine obern Mülle genannt, deren Müller das Getreide der bedürftigen Berwangener im Umkreis von einer Meile abzuholen und das Mehl am dritten Tag zu liefern hatte. Die Untere Mühle, dem Bachlauf folgend im Südwesten des Ortes, war 1557 Bannmühle. Beide Mühlen wurden im Dreißigjährigen Krieg zerstört und später wieder aufgebaut.
1753 erbauten Paul Kreb und seine Frau Maria Margarete die Obere Mühle, deren bauliche Überreste heute erhalten sind. Der Bauplatz lag links in der breiten Aue des Birkenbachs, an der Einmündung des Fürfelder Wegs in die Hausener Straße. Bauherr und Baujahr waren auf einem Stein genannt, der sich einst auf dem Anwesen befand.
Das Anwesen bestand aus einer zweigeschossigen Wohnstallscheuer mit Mahlstube, einer daran angebauten Scheuer auf Kalksteinfundament, einem zweigeschossigen Anbau entlang des Fürfelder Wegs mit Unterkünften für die Mühlknechte im Obergeschoss und Schweinestall im Untergeschoss sowie einem Schuppen. Ein Mühlkanal vom nahen Birkenbach, der weiter talab als Berwanger Bach der Elsenz zufließt, leitete das antreibende Wasser zum Mühlrad. Weil der obere Mühlkanal sehr wenig Gefälle aufwies und häufig verlandete, konnte das Wasser des Birkenbachs bei einem Wehr an den Vielen Brunnen, gut einen halben Kilometer talaufwärts, in den Keitländer Graben umgeleitet werden, wodurch der Mühlkanal kein Wasser mehr erhielt, trockenfiel und vom Schlamm gereinigt werden konnte.
Die Mühle war anfangs nur Getreidemühle und wechselte mehrfach den Besitzer. Im Jahr 1853 übernahm Caspar Vollweiler das Anwesen, um 1900 kam die Familie Hubele in ihren Besitz, 1912 erwarb dann der Müller Friedrich Sitzler das Anwesen. Sitzler erweiterte die Mühle um eine Häckselmaschine, eine Obstmühle und eine Dreschmaschine, außerdem installierte er zur elektrischen Beleuchtung ein Stromaggregat. 1935 baute er zusätzlich noch einen Dieselmotor ein; so konnte er den Mühlenbetrieb auch in Zeiten von Wasserknappheit aufrechterhalten. Zuletzt wurde in der Mühle Getreide geschrotet.
Weil der Sohn von Friedrich Sitzler im Zweiten Weltkrieg geblieben war, stellte der Müller im Alter den Mühlbetrieb ein und verkaufte die Mühle. Das Anwesen wurde danach für Wohn- und wechselnde gewerbliche Zwecke genutzt. Im Zuge der Flurbereinigung ab 1967 wurden der Birkenbach begradigt und teilweise auch verlegt sowie die zu den Berwanger Mühlen führenden Mühlkanäle verfüllt. Danach riss man das einst von den Mühlknechten bewohnte Nebengebäude ab, von dem nun nur noch einige Fundamente und Keller sowie ein kleines Bogengewölbe auf dem Gelände zu finden sind. 1982 wurde der noch erhaltene Schuppen zu einem Pferdestall ausgebaut und aufgestockt. Die Scheune mit einer Grundfläche von 113 m2 wurde in den 1990er Jahren weitgehend saniert, entsprechende Maßnahmen am Wohngebäude mit seinen 152 m2 Grundfläche unterblieben. Um das Jahr 2000 sicherte man das inzwischen marode Wohnhaus, dazu mauerte man im Jahr 2001 dessen Westwand neu auf und unterfing den Dachstuhl mit einer Stützkonstruktion. Im Jahr 2011 wurde das Wohnhaus abgerissen, so dass jetzt nur noch die übriggebliebene Scheune und einige Mauerreste von Nebengebäuden auf das alte Anwesen hinweisen.